# Петросов, Валерий Альбертович
Валерий Альбертович Петросов (род. 16 ноября 1939 — ум. 2 апреля 2009) — советский и украинский политик, учёный. Академик Международной инженерной академии, Международной академии экологической реконструкции, Жилищно-коммунальной академии Российской Федерации, Инженерной академии Украины, Украинской экологической академии наук, действительный член Академии строительства и архитектуры Украины, член Американской ассоциации водных работ (AWWA).
Лауреат Государственной премии УССР в области науки и техники, заслуженный работник ЖКХ Украины. Доктор технических наук, профессор. Член Ученого совета, профессор кафедры «Водоснабжение, канализация и гидравлика» Харьковского государственного технического университета строительства и архитектуры, почетный доктор наук Национального технического университета «ХПИ». Почетный генеральный директор КП «ПТП „Вода“» (г. Харьков). Полный кавалер ордена «За заслуги».

## Биография
Родился 16 ноября 1939 г. в Кисловодске Ставропольского края.
В 1963 г. окончил Харьковский инженерно-строительный институт (специальность — водоснабжение и канализация, квалификация — инженер-строитель).
В 1963—1968 гг. работал главным инженером службы городских водопроводных сетей Харьковского водотресту, в 1968—1972 гг. — заместителем начальника производственного управления водопроводного хозяйства Харькова.
24 июня 1971 г. защитил кандидатскую диссертацию.
С 1972 по март 2006 г. руководил Территориальным производственным объединением «Харьковкоммунпромвод» (с ноября 2004 г. — КП «ПТП „Вода“»). С августа 2006 г. — почетный генеральный директор КП «ПТП „Вода“». С 23 ноября 2007 г. — почетный генеральный конструктор научных направлений по устойчивости водоснабжения КП «ПТП „Вода“».
В 1979 г. стал лауреатом Государственной премии УССР в области науки и техники за работу «Разработка и внедрение высокоэффективных научно-технических решений по повышению надежности водоснабжения городов и по комплексной экономии водных, энергетических и материальных ресурсов».
В 1981 г. получил звание заслуженного работника жилищно-коммунального хозяйства Украины.
С 1991 г. — профессор. В 1995 году защитил докторскую диссертацию на тему «Теоретическое обоснование и разработка методов интенсификации работы систем водоснабжения».
С 1992 г. — действительный член Международной академии экологической реконструкции, 1995 г. — Украинской экологической академии наук, 2000 г. — Жилищно-коммунальной академии РФ, 2001 г. — Инженерной академии Украины
26 марта 2006 г. избран Народным депутатом Украины по многомандатному общегосударственному округу от Партии регионов (до 23 ноября 2007 г.), приобрел депутатских полномочий 25 мая (порядковый номер в списке — 163), член депутатской фракции Партии регионов.
С мая 2008 г. — член коллегии Харьковской облгосадминистрации.

### Политическая деятельность
В течение 1972—2006 гг. — депутат Харьковского городского совета.
Народный депутат Верховной Рады V созыва, заместитель председателя комитета по вопросам строительства, градостроительства и жилищно-коммунального хозяйства. Возглавлял Межкомитетно-правительственную рабочую группу по реформированию жилищно-коммунального хозяйства.

### Научная деятельность
Автор и соавтор 200 научных трудов, в том числе 10 монографий, 25 изобретений Украины и России в области водоснабжения. Подготовил трёх докторов наук и девять кандидатов.

## Личные сведения
Женат, имеет сына.
С 1996 г. — вице-президент Международного общественного фонда им. Г. С. Жукова.

### Награды, отличия и звания
Полный кавалер ордена «За заслуги». Награждён орденом «Знак Почета», орденом «Крылатого льва» Лиги возрождения науки России, медалями. Почетный гражданин Октябрьского (ныне Новобаварского) района Харькова.